# 5339 Desmars
Az 5339 Desmars (ideiglenes jelöléssel (5339) 1992 CD) a Naprendszer kisbolygóövében található aszteroida. Hioki és Hayakawa fedezte fel 1992. február 4-én.